# Apaj (Szlovákia)
Apaj (szlovákul Opoj) község Szlovákiában, a Nagyszombati kerületben, a Nagyszombati járásban.

## Fekvése
Nagyszombattól 9 km-re délkeletre fekszik, az E58-as út mentén, Mátyusföld északi részén.

## Története
1266-ban említik először.
Vályi András szerint "APAJ. Opaj. Népes tót, és magyar falu Poson Vármegyében, birtokosai Ernyei, Szászy, Nedetzky, és Turotzi Uraságok, lakosai katolikusok, fekszik Majtény, mellynek filiája, és Farkashída között. Határja a’ gazdáskodásra igen alkalmatos, és termékeny földdel bír, de a’ vízáradásoktól nem szabados, tulajdonságaira nézve hasonló Farkashída faluhoz, második Osztálybéli."
Fényes Elek szerint "Apaj, (Opag), tót falu, Poson- az uj rend. szer. F. Nyitra vgyében, a Dudvágh mellett, Posonhoz 5 1/2, Nagyszombathoz 1 1/2 mfd. 577. kath., 66 zsidó lak. Ékesitik ezen helységet a kath. paroch. templom, a földes urak csinos lakházai és kertjei. Határa 1. osztálybeli s igen termékeny; rétjei kétszer kaszálhatók, s egy kis erdeje is van. F. u. Szászy, Ernyey, Takács, Turóczy, s. m. t."
A trianoni békeszerződésig Pozsony vármegye Nagyszombati járásához tartozott.

## Népessége
| Év:            | 1994. | 2004.   | 2014.    | 2024.    |
| -------------- | ----- | ------- | -------- | -------- |
| Emberek száma: | 788   | 801     | 1028     | 1344     |
| Eltérés:       |       | +1,64 % | +28,33 % | +30,73 % |

| Év:            | 2023. | 2024.   |
| -------------- | ----- | ------- |
| Emberek száma: | 1335  | 1344    |
| Eltérés:       |       | +0,67 % |

1910-ben 541, többségben szlovák anyanyelvű lakosa volt, jelentős magyar kisebbséggel.
2001-ben 763 lakosából 759 szlovák volt.
2011-ben 947 lakosából 897 szlovák volt.
2021-ben 1269 lakosából 1197 (+4) szlovák, 2 (+5) magyar, (+2) cigány, 1 (+1) ruszin, 24 (+1) egyéb és 45 ismeretlen nemzetiségű volt.

## Neves személyek

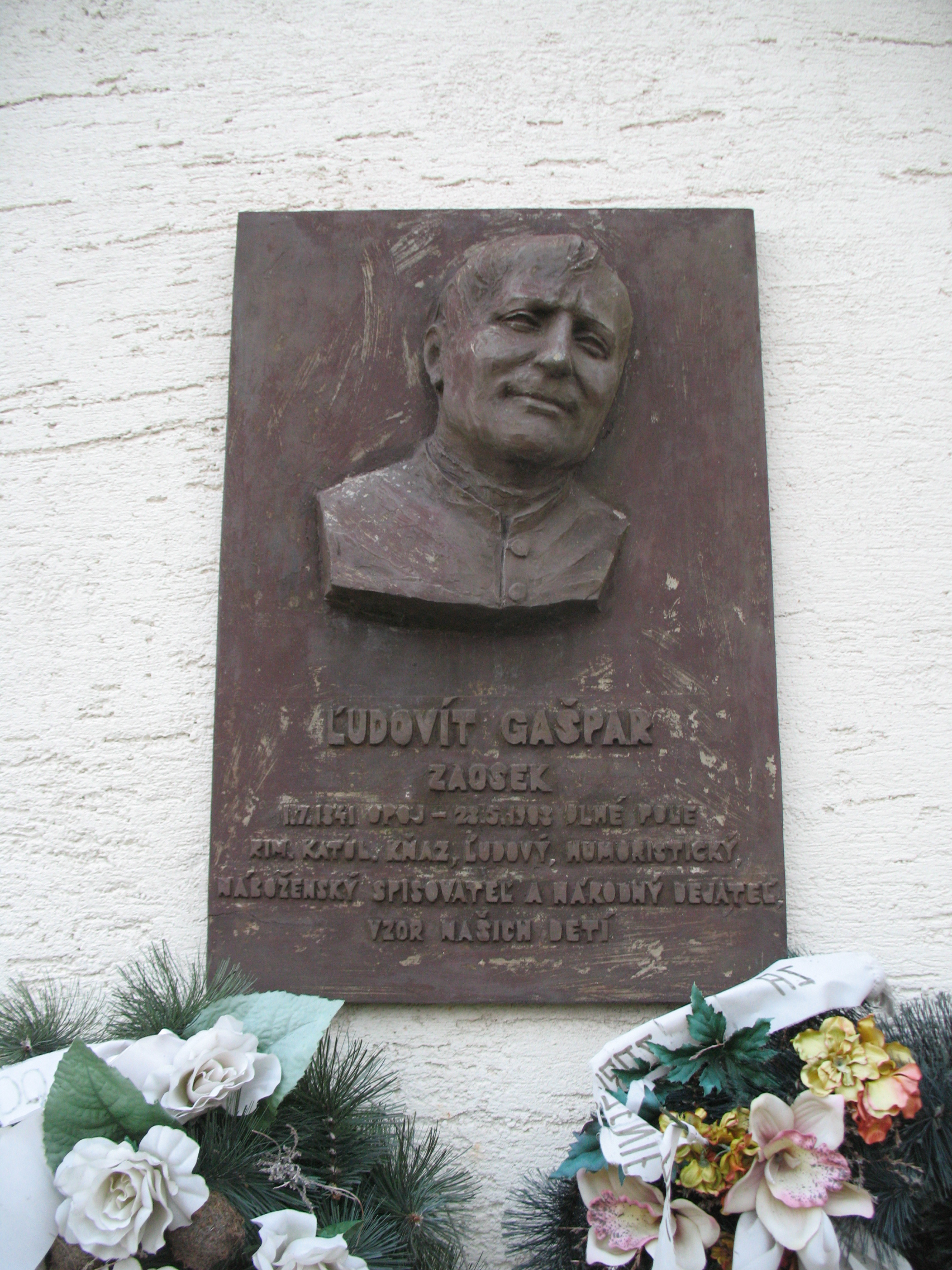
Ľudovít Gašpar Zaosek plébános emléktáblája

- Itt született 1817-ben Bangya János honvéd ezredes, újságíró.
- Itt született 1924-ben František Hlavička tanár, költő.
- Itt szolgált Loveczky Ernő tanár, méhész.